# Нетраренц, Акоп
Акоп Нетраренц (начало XV века — 1501, арм. Հակոբ Նետրարենց), также Акоп Арцкеци (арм. Հակոբ Արծկեցի) — армянский поэт и церковный деятель XV века.
Родился в городе Арцке гавара Бзнуняц области Туруберан. Судя по фамилии Нетраренц его отец или предки занимались изготовлением стрел. Начальное обучение прошёл у своего отца, иерея по имени Нерсес, затем поступил в монастырскую школу Арцке. После смерти жены в 1464 году становится вардапетом, с 1467 года — епископ Арцке. Был известен своими рукописями, переписывал богослужебные книги, из которых сохранились три — Евангелие 1464 года, собрание церковных песен 1491 года и Евангелие 1499 года. Написал 13 поэм, в основном религиозного и патриотического содержания, из которых можно выделить две поэмы посвященные монастырю Арцке, плач на смерть своего брата Лазаря, агиографическую поэму «Об отце Степаносе, сыне Усика». Авторство некоторых поэм спорно, в частности, философское по содержанию стихотворение «Песнь о розе и соловье» приписывается как Нетраренцу, так и Григорису Ахтамарци (1485—1544). Умер в 1501 году.